# Bewholme
Bewholme – wieś w Anglii, w hrabstwie East Riding of Yorkshire. Leży 23 km na północ od miasta Hull i 270 km na północ od Londynu. W 2001 miejscowość liczyła 230 mieszkańców.